# Winthrop (Washington)

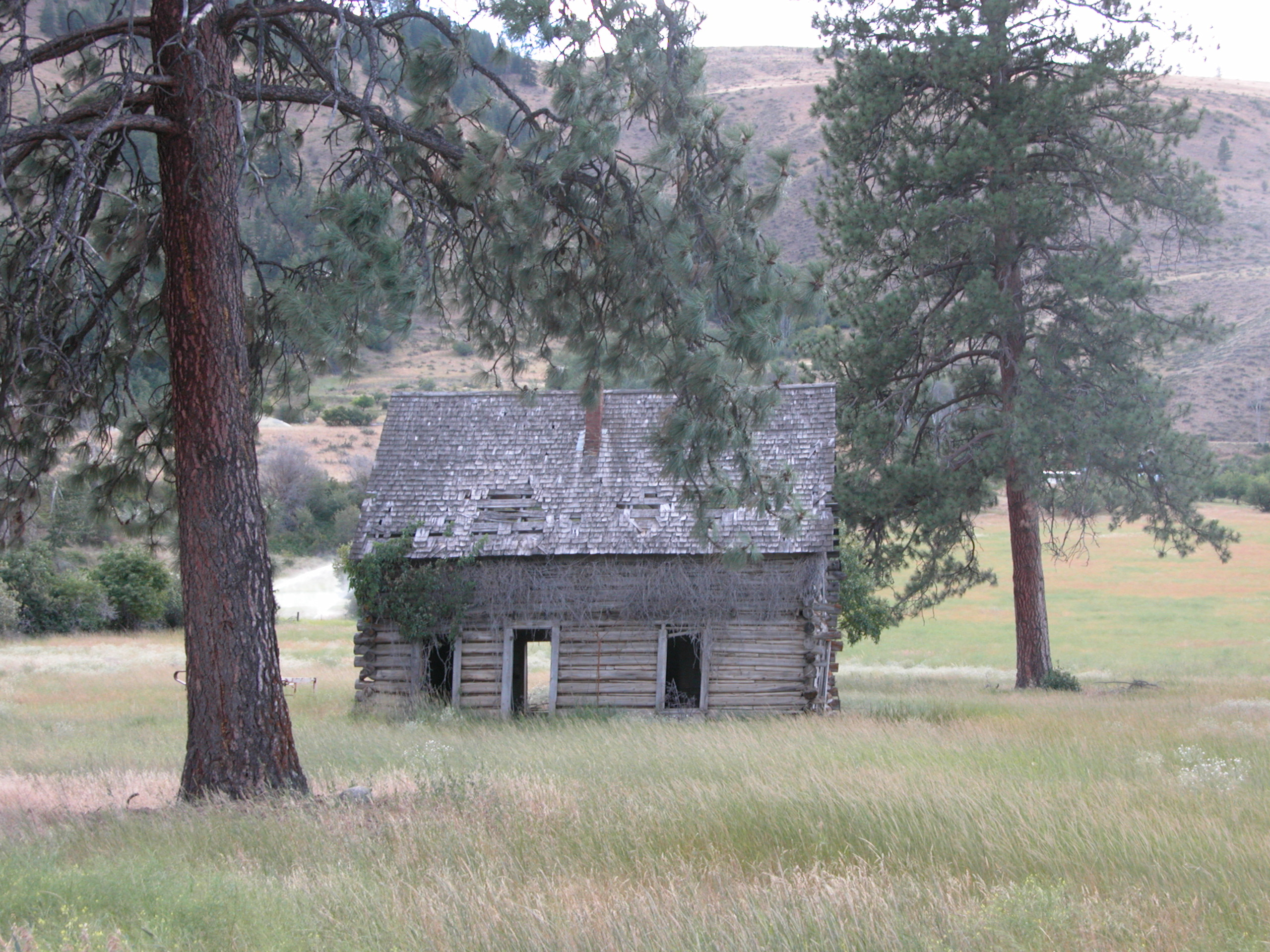
Eine verlassene Holzfällerhütte in der Nähe der Stadt.

Winthrop ist eine Town im Okanogan County im US-Bundesstaat Washington. Im Jahr 2000 hatte der Ort 349 Einwohner, die amtliche Schätzung für das Jahr 2006 beläuft sich auf 371 Bewohner.
Owen Wister, der in Harvard Mitbewohner des Stadtgründers Guy Waring war, verbrachte hier seine Hochzeitsreise und schrieb dann Der Virginier.

## Geschichte
Die ersten Einwohner in der Gegend waren Indianer, die am Ufer des Methow Rivers (der nach den Methow benannt ist), des Twisp Rivers und des Chewuch Rivers lebten. Diese gruben nach Camassiawurzeln, sammelten Beeren, fischten und jagten. Die ersten Weißen im Tal waren im 19. Jahrhundert Fallensteller auf der Jagd nach Pelzen.
Im Frühjahr 1868 wurde am Slate Creek durch Goldwäscher Gold entdeckt, aber erst 1883 brachte der Goldrausch die ersten ständigen Siedler in die Gegend. Einer von ihnen war Guy Waring, der 1891 am Zusammenfluss von Chewuch und Methow River ein Haus baute. (Dieses beherbergt heute ein Museum.) Die Stadt trägt den Namen von Theodore Winthrop, einem Abenteurer, Reisenden und Schriftsteller.
Nach einem vernichtenden Feuer 1893 wurde die Stadt neu aufgebaut. Warings ursprünglicher Duck Brand Saloon hatte das Feuer unbeschadet überstanden und ist heute Winthrops Townhall.
1894 zerstörte ein Hochwasser die Brücke am nördlichen Arm des Flusses, die durch Colonel Tom Hart 1895 wieder aufgebaut wurde. Der Ort lebte damals hauptsächlich von einer gut ausgestatteten Sägemühle, seinen Weiden, der Viehzucht und der Versorgung der in der Gegend liegenden Bergwerke mit Gütern. Um das Jahr 1915 waren die meisten Stollen geschlossen.
Winthrop wurde am 12. März 1924 als Town eingetragen.
Als 1972 der North Cascades Highway fast fertiggestellt war, entschieden sich einige Geschäftsleute in der Stadt, ihre Aktivitäten auf den Tourismus auszurichten. Damals wurde entschieden, die Stadt als Western-Stadt zu restaurieren.

## Sehenswürdigkeiten
Winthrop ist bekannt dafür, dass alle Gebäude im Stil des Wilden Westens errichtet sind. Dies macht die Siedlung zu einem beliebten Ausflugsziel. Winthrop ist im Winter von mehr als 170 km Langlaufloipen umgeben. Zu weiteren hier möglichen Aktivitäten gehören Bergsteigen, Wandern, Mountainbiking, Rafting, Reiten, Jagen und Fischen sowie Golfen.
Zur Unterstützung des Tourismus werden das Winthrop Rhythm and Blues Festival, das Methow Valley Chamber Music Festival und Theatervorstellungen organisiert und Kunstgalerien sind für die Besucher geöffnet.
Der North-Cascades-Nationalpark liegt westlich der Stadtgrenze. Eine Feuerspringer-Basis befindet sich in der Nähe; sie liegt zwischen Winthrop und Twisp.

## Geographie
Winthrops geographische Koordinaten sind 48° 28′ N, 120° 11′ W (48,473701, −120,178889). Der Ort liegt östlich von Mazama und nördlich von Twisp.
Nach den Angaben des United States Census Bureaus bedeckt die Stadt eine Fläche von 2,3 km², die vollständig auf Land entfällt.

## Demographie
Zum Zeitpunkt des United States Census 2000 bewohnten Winthrop 349 Personen. Die Bevölkerungsdichte betrug 153,1 Personen pro km². Es gab 242 Wohneinheiten, durchschnittlich 106,2 pro km². Die Bevölkerung Winthrops bestand zu 98,28 % aus Weißen, 0,29 % Schwarzen oder African American, 0,29 % Asian. 1,15 % nannten zwei oder mehr Rassen. 2,87 % der Bevölkerung erklärten, Hispanos oder Latinos jeglicher Rasse zu sein.
Die Bewohner Winthrops verteilten sich auf 185 Haushalte, von denen in 23,2 % Kinder unter 18 Jahren lebten. 40,0 % der Haushalte stellten Verheiratete, 11,4 % hatten einen weiblichen Haushaltsvorstand ohne Ehemann und 45,5 % bildeten keine Familien. 40,0 % der Haushalte bestanden aus Einzelpersonen und in 15,1 % aller Haushalte lebte jemand im Alter von 65 Jahren oder mehr alleine. Die durchschnittliche Haushaltsgröße betrug 1,89 und die durchschnittliche Familiengröße 2,50 Personen.
Die Stadtbevölkerung verteilte sich auf 20,1 % Minderjährige, 3,4 % 18–24-Jährige, 24,1 % 25–44-Jährige, 33,8 % 45–64-Jährige und 18,6 % im Alter von 65 Jahren oder mehr. Das Durchschnittsalter betrug 46 Jahre. Auf jeweils 100 Frauen entfielen 83,7 Männer. Bei den über 18-Jährigen entfielen auf 100 Frauen 78,8 Männer.
Das mittlere Haushaltseinkommen in Winthrop betrug 25.417 US-Dollar und das mittlere Familieneinkommen erreichte die Höhe von 33.333 US-Dollar. Das Durchschnittseinkommen der Männer betrug 31.389 US-Dollar, gegenüber 23.750 US-Dollar bei den Frauen. Das Pro-Kopf-Einkommen in Winthrop war 17.649 US-Dollar. 15,1 % der Bevölkerung und 16,3 % der Familien hatten ein Einkommen unterhalb der Armutsgrenze, davon waren 29,3 % der Minderjährigen und 10,1 % der Altersgruppe 65 Jahre und mehr betroffen.